# Ivan Obljakov
Ivan Sergeevič Obljakov (in russo Иван Сергеевич Обляков?; Vyndin Ostrov, 5 luglio 1998) è un calciatore russo, centrocampista del CSKA Mosca.
Nell'estate del 2019 viene indicato dall'UEFA come uno dei 50 giovani più promettenti per la stagione 2019-2020.

## Caratteristiche tecniche
È un mediano.

## Carriera

### Club
Cresciuto nelle giovanili dell'Ufa, ha esordito in prima squadra il 31 luglio 2016 in occasione del match di campionato perso 2-0 contro l'Ural.
Nel 2018 è stato acquistato dal CSKA Mosca.

### Nazionale
Ha giocato nelle nazionali giovanili russe Under-18, Under-19 ed Under-21.
Nel 2020 ha esordito nella nazionale maggiore russa.

## Statistiche

### Presenze e reti nei club
Statistiche aggiornate al 1º settembre 2018.
| Stagione        | Squadra         | Campionato      | Campionato | Campionato | Coppe nazionali | Coppe nazionali | Coppe nazionali | Coppe continentali | Coppe continentali | Coppe continentali | Altre coppe | Altre coppe | Altre coppe | Totale | Totale | Totale |
| Stagione        | Squadra         | Comp            | Pres       | Reti       | Comp            | Pres            | Reti            | Comp               | Pres               | Reti               | Comp        | Pres        | Reti        | Pres   | Reti   |        |
| --------------- | --------------- | --------------- | ---------- | ---------- | --------------- | --------------- | --------------- | ------------------ | ------------------ | ------------------ | ----------- | ----------- | ----------- | ------ | ------ | ------ |
| 2016-2017       | Ufa             | PL              | 20         | 1          | CR              | 2               | 0               |                    | -                  | -                  |             | -           | -           | 22     | 1      |        |
| 2017-2018       | Ufa             | PL              | 20         | 2          | CR              | 0               | 0               |                    | -                  | -                  |             | -           | -           | 20     | 2      |        |
| ago. 2018       | Ufa             | PL              | 5          | 0          | CR              | 0               | 0               | UEL                | 6                  | 1                  |             | -           | -           | 11     | 1      |        |
| Totale Ufa      | Totale Ufa      | Totale Ufa      | 45         | 3          |                 | 2               | 0               |                    | 6                  | 1                  |             | -           | -           | 53     | 4      |        |
| 2018-2019       | CSKA Mosca      | PL              | 1          | 0          | CR              | 0               | 0               |                    | -                  | -                  |             | -           | -           | 1      | 0      |        |
| Totale carriera | Totale carriera | Totale carriera | 46         | 3          |                 | 2               | 0               |                    | 6                  | 1                  |             | -           | -           | 54     | 4      |        |

## Palmarès

### Club

#### Competizioni nazionali
- Coppa di Russia: 2

CSKA Mosca: 2022-2023, 2024-2025
- Supercoppa di Russia: 2

CSKA Mosca: 2018, 2025